# Węglan bizmutylu
Węglan bizmutylu (farm. Bismuthum subcarbonicum FP IV, Bismuthi subcarbonas Ph.Eur., Bismuthum carbonicum basicum) – związek bizmutu trójwartościowego o zmiennym składzie, uzależnionym od sposobu syntezy. Biały lub żółtobiały, ciężki, miałki proszek o nikłej woni lub bez zapachu.
Stosowany w lecznictwie doustnie (obecnie sporadycznie) w chorobach układu pokarmowego, m.in. nieżycie przewodu pokarmowego, biegunek, choroby wrzodowej żołądka oraz miejscowo w dermatologii (częściej) jako środek ściągający, słabo przeciwzapalny i osuszający w zakresie stężeń 3–30% w różnorodnych postaciach leku recepturowego (maści, pasty, kremy, emulsje, pudry płynne, czopki i in.).